# Station Ashton-Under-Lyne
Ashton-Under-Lyne is een station van National Rail in Ashton-under-Lyne, Tameside in Engeland. Het station is eigendom van Network Rail en wordt beheerd door Northern Rail. 